# Самед Баждар
Самед Баждар (Нови Пазар, 31. јануар 2004) босанскохерцеговачки је фудбалер који тренутно наступа за Сарагосу.

## Каријера
Почео је да тренира у школи фудбала Ајакс у Новом Пазару, недалеко од куће. Касније је био члан више локалних академија, укључујући и Пазар јуниорс одакле је прешао у Партизан. У међувремену је играо пријатељске утакмице за Чукарички. Крајем 2020. године потписао је професионални уговор с Партизаном. За први тим је дебитовао 15. маја 2021. године, на сусрету претпоследњег кола Суперлиге Србије за такмичарску 2020/21. Тада је у игру ушао уместо Милоша Јојића у 79. минуту утакмице против Вождовца. По окончању исте сезоне, са својом генерацијом је освојио Кадетску лигу Србије постигавши 39 погодака уз 18 асистенција на 33 утакмице. Уговор је у августу 2022. продужио до 2026. Први погодак у сениорској конкуренцији постигао је на отварању такмичарске 2022/23, у победи над Јавором у Ивањици. Тада је у 57. минуту ушао у игру уместо Михајла Петковића, јединог бонус фудбалера на терену, а 20 минута касније постигао је трећи од укупно четири поготка гостујућег састава. Те сезоне је постигао укупно четири поготка за први тим Партизана.

## Репрезентација
У млађе репрезентативне селекције селектиран је када је имао 12 година. Дебитовао је у узрасту до 15 година старости, против екипе Сједињених Америчких Држава. За следећу старосну категорију наступио је у двомечу са Словачком у Дунајској Стреди, почетком новембра 2019. Селектор Саша Илић позвао га је у кадетску репрезентацију за двомеч с Бугарском у септембру 2020. Баждар је на првом од два сусрета на терену заменио Виктора Радојевића након једног часа игре док је у 87. минуту погодио за коначних 0 : 2. Услед пандемије ковида 19, Европско првенство за његово годиште је отказано. Тако је прикључен старијој генерацији и у јуну 2021. дебитовао за омладинску репрезентацију у двомечу с Румунијом. Касније је позван за Меморијални турнир „Стеван Вилотић Ћеле”, где је на затварању био стрелац јединог поготка за минималну победу над Мађарском. Још један погодак постигао је на контролном сусрету с Хрватском у марту наредне године. У међувремену, Баждар је наступио и за екипу до 18 година, у двомечу са Словенијом током септембра 2021. У марту 2023. добио је позив Горана Стевановића у младу репрезентацију. Дебитовао је у другом полувремену утакмице против Сједињених Америчких Држава одигране у Марбељи без погодака у регуларном делу сусрета. У ту репрезентацију поново је позван избором Љубинка Друловића за селектора. Наступио је у завршници утакмице против Енглеске у оквиру квалификација за Европско првенство.
Новембра 2024. године Баждар је добио босанскохерцеговачки пасош и одлучио је наступати за Босну и Херцеговину, дебитовао је истог месеца.

## Статистика

### Клупска
Ажурирано 18. јануара 2024.
| Клуб     | Сезона   | Лига             | Лига | Лига | Национални куп | Национални куп | Европа | Европа | Остало | Остало | Укупно | Укупно |
| Клуб     | Сезона   | Дивизија         |      | Гол  |                | Гол            |        | Гол    |        | Гол    |        | Гол    |
| -------- | -------- | ---------------- | ---- | ---- | -------------- | -------------- | ------ | ------ | ------ | ------ | ------ | ------ |
| Партизан | 2020/21. | Суперлига Србије | 1    | 0    | 0              | 0              | —      | —      | —      | —      | 1      | 0      |
| Партизан | 2021/22. | Суперлига Србије | 5    | 0    | 1              | 0              | 2      | 0      | —      | —      | 8      | 0      |
| Партизан | 2022/23. | Суперлига Србије | 27   | 4    | 0              | 0              | 7      | 0      | —      | —      | 34     | 4      |
| Партизан | 2023/24. | Суперлига Србије | 9    | 0    | 2              | 0              | 2      | 0      | —      | —      | 13     | 0      |
| Партизан | Укупно   | Укупно           | 42   | 4    | 3              | 0              | 11     | 0      | —      | —      | 56     | 4      |

### Утакмице у дресу репрезентације
| Репрезентација Србије у узрасту до 15 година старости | Репрезентација Србије у узрасту до 15 година старости                    | Репрезентација Србије у узрасту до 15 година старости                    | Репрезентација Србије у узрасту до 15 година старости                    | Репрезентација Србије у узрасту до 15 година старости                    | Репрезентација Србије у узрасту до 15 година старости                    | Репрезентација Србије у узрасту до 15 година старости                    | Репрезентација Србије у узрасту до 15 година старости | Репрезентација Србије у узрасту до 15 година старости | Репрезентација Србије у узрасту до 15 година старости |
| #                                                     | Датум                                                                    | Такмичење                                                                | Локација                                                                 | Домаћин                                                                  | Резултат                                                                 | Гост                                                                     | Мин.                                                  | Гол                                                   | Реф.                                                  |
| ----------------------------------------------------- | ------------------------------------------------------------------------ | ------------------------------------------------------------------------ | ------------------------------------------------------------------------ | ------------------------------------------------------------------------ | ------------------------------------------------------------------------ | ------------------------------------------------------------------------ | ----------------------------------------------------- | ----------------------------------------------------- | ----------------------------------------------------- |
| 1.                                                    | 15. мај 2018.                                                            | Тренинг камп                                                             | Градски стадион, Велика Горица                                           | Србија                                                                   | 5 : 0                                                                    | Србија                                                                   |                                                       | [ 4 ]                                                 |                                                       |
| 2.                                                    | 10. април 2019.                                                          | Турнир „Влатко Марковић”                                                 | Медулин, Хрватска                                                        | Србија                                                                   | 2 : 3                                                                    | Јужна Кореја                                                             |                                                       | [ 36 ]                                                |                                                       |
| 3.                                                    | 11. април 2019.                                                          | Турнир „Влатко Марковић”                                                 | Медулин, Хрватска                                                        | Грчка                                                                    | 2 : 0                                                                    | Србија                                                                   |                                                       | [ 37 ]                                                |                                                       |
| 4.                                                    | 12. април 2019.                                                          | Турнир „Влатко Марковић”                                                 | Медулин, Хрватска                                                        | Србија                                                                   | 1 : 2                                                                    | Мексико                                                                  |                                                       | [ 38 ]                                                |                                                       |
| 5.                                                    | 14. април 2019.                                                          | Турнир „Влатко Марковић”                                                 | Медулин, Хрватска                                                        | Србија                                                                   | 4 : 1                                                                    | Кина                                                                     |                                                       | [ 39 ]                                                |                                                       |
| 5                                                     | Укупан број утакмица, постигнутих погодака и минута проведених на терену | Укупан број утакмица, постигнутих погодака и минута проведених на терену | Укупан број утакмица, постигнутих погодака и минута проведених на терену | Укупан број утакмица, постигнутих погодака и минута проведених на терену | Укупан број утакмица, постигнутих погодака и минута проведених на терену | Укупан број утакмица, постигнутих погодака и минута проведених на терену | 0                                                     |                                                       |                                                       |

| Репрезентација Србије у узрасту до 16 година старости | Репрезентација Србије у узрасту до 16 година старости                    | Репрезентација Србије у узрасту до 16 година старости                    | Репрезентација Србије у узрасту до 16 година старости                    | Репрезентација Србије у узрасту до 16 година старости                    | Репрезентација Србије у узрасту до 16 година старости                    | Репрезентација Србије у узрасту до 16 година старости                    | Репрезентација Србије у узрасту до 16 година старости | Репрезентација Србије у узрасту до 16 година старости | Репрезентација Србије у узрасту до 16 година старости |
| #                                                     | Датум                                                                    | Такмичење                                                                | Локација                                                                 | Домаћин                                                                  | Резултат                                                                 | Гост                                                                     | Мин.                                                  | Гол                                                   | Реф.                                                  |
| ----------------------------------------------------- | ------------------------------------------------------------------------ | ------------------------------------------------------------------------ | ------------------------------------------------------------------------ | ------------------------------------------------------------------------ | ------------------------------------------------------------------------ | ------------------------------------------------------------------------ | ----------------------------------------------------- | ----------------------------------------------------- | ----------------------------------------------------- |
| 1.                                                    | 5. новембар 2019.                                                        | Пријатељска утакмица                                                     | Академија Дунајска Стреда                                                | Словачка                                                                 | 2 : 1                                                                    | Србија                                                                   |                                                       | [ 16 ]                                                |                                                       |
| 2.                                                    | 7. новембар 2019.                                                        | Пријатељска утакмица                                                     | Академија Дунајска Стреда                                                | Словачка                                                                 | 0 : 0                                                                    | Србија                                                                   |                                                       | [ 17 ]                                                |                                                       |
| 2                                                     | Укупан број утакмица, постигнутих погодака и минута проведених на терену | Укупан број утакмица, постигнутих погодака и минута проведених на терену | Укупан број утакмица, постигнутих погодака и минута проведених на терену | Укупан број утакмица, постигнутих погодака и минута проведених на терену | Укупан број утакмица, постигнутих погодака и минута проведених на терену | Укупан број утакмица, постигнутих погодака и минута проведених на терену | 0                                                     |                                                       |                                                       |

| Репрезентација Србије у узрасту до 17 година старости | Репрезентација Србије у узрасту до 17 година старости | Репрезентација Србије у узрасту до 17 година старости | Репрезентација Србије у узрасту до 17 година старости | Репрезентација Србије у узрасту до 17 година старости | Репрезентација Србије у узрасту до 17 година старости | Репрезентација Србије у узрасту до 17 година старости | Репрезентација Србије у узрасту до 17 година старости | Репрезентација Србије у узрасту до 17 година старости | Репрезентација Србије у узрасту до 17 година старости |
| #                                                     | Датум                                                 | Такмичење                                             | Локација                                              | Домаћин                                               | Резултат                                              | Гост                                                  | Гол                                                   | Реф.                                                  |                                                       |
| ----------------------------------------------------- | ----------------------------------------------------- | ----------------------------------------------------- | ----------------------------------------------------- | ----------------------------------------------------- | ----------------------------------------------------- | ----------------------------------------------------- | ----------------------------------------------------- | ----------------------------------------------------- | ----------------------------------------------------- |
| 1.                                                    | 15. септембар 2020.                                   | Пријатељска утакмица                                  | Спортски центар ФС Бугарске, Софија                   | Бугарска                                              | 0 : 2                                                 | Србија                                                | Гол                                                   | [ 19 ]                                                |                                                       |
| 2.                                                    | 17. септембар 2020.                                   | Пријатељска утакмица                                  | Спортски центар ФС Бугарске, Софија                   | Бугарска                                              | 1 : 2                                                 | Србија                                                |                                                       | [ 40 ]                                                |                                                       |
| 3.                                                    | 10. март 2021.                                        | Пријатељска утакмица                                  | Сегедин, Мађарска                                     | Мађарска                                              | 4 : 3                                                 | Србија                                                |                                                       | [ 41 ]                                                |                                                       |
| 3                                                     | Укупан број утакмица и постигнутих погодака           | Укупан број утакмица и постигнутих погодака           | Укупан број утакмица и постигнутих погодака           | Укупан број утакмица и постигнутих погодака           | Укупан број утакмица и постигнутих погодака           | Укупан број утакмица и постигнутих погодака           | 0                                                     |                                                       |                                                       |

| Репрезентација Србије у узрасту до 18 година старости | Репрезентација Србије у узрасту до 18 година старости                    | Репрезентација Србије у узрасту до 18 година старости                    | Репрезентација Србије у узрасту до 18 година старости                    | Репрезентација Србије у узрасту до 18 година старости                    | Репрезентација Србије у узрасту до 18 година старости                    | Репрезентација Србије у узрасту до 18 година старости                    | Репрезентација Србије у узрасту до 18 година старости | Репрезентација Србије у узрасту до 18 година старости | Репрезентација Србије у узрасту до 18 година старости |
| #                                                     | Датум                                                                    | Такмичење                                                                | Локација                                                                 | Домаћин                                                                  | Резултат                                                                 | Гост                                                                     | Гол                                                   | Реф.                                                  |                                                       |
| ----------------------------------------------------- | ------------------------------------------------------------------------ | ------------------------------------------------------------------------ | ------------------------------------------------------------------------ | ------------------------------------------------------------------------ | ------------------------------------------------------------------------ | ------------------------------------------------------------------------ | ----------------------------------------------------- | ----------------------------------------------------- | ----------------------------------------------------- |
| 1.                                                    | 21. септембар 2021.                                                      | Пријатељска утакмица                                                     | Стадион ННЦ Брдо, Крањ                                                   | Словенија                                                                | 1 : 4                                                                    | Србија                                                                   |                                                       | [ 42 ]                                                |                                                       |
| 2.                                                    | 23. септембар 2021.                                                      | Пријатељска утакмица                                                     | Стадион ННЦ Брдо, Крањ                                                   | Словенија                                                                | 1 : 0                                                                    | Србија                                                                   |                                                       | [ 43 ]                                                |                                                       |
| 2                                                     | Укупан број утакмица, постигнутих погодака и минута проведених на терену | Укупан број утакмица, постигнутих погодака и минута проведених на терену | Укупан број утакмица, постигнутих погодака и минута проведених на терену | Укупан број утакмица, постигнутих погодака и минута проведених на терену | Укупан број утакмица, постигнутих погодака и минута проведених на терену | Укупан број утакмица, постигнутих погодака и минута проведених на терену | 0                                                     |                                                       |                                                       |

| Репрезентација Србије у узрасту до 19 година старости | Репрезентација Србије у узрасту до 19 година старости | Репрезентација Србије у узрасту до 19 година старости | Репрезентација Србије у узрасту до 19 година старости | Репрезентација Србије у узрасту до 19 година старости | Репрезентација Србије у узрасту до 19 година старости | Репрезентација Србије у узрасту до 19 година старости | Репрезентација Србије у узрасту до 19 година старости | Репрезентација Србије у узрасту до 19 година старости | Репрезентација Србије у узрасту до 19 година старости |
| #                                                     | Датум                                                 | Такмичење                                             | Локација                                              | Домаћин                                               | Резултат                                              | Гост                                                  | Гол                                                   | Реф.                                                  |                                                       |
| ----------------------------------------------------- | ----------------------------------------------------- | ----------------------------------------------------- | ----------------------------------------------------- | ----------------------------------------------------- | ----------------------------------------------------- | ----------------------------------------------------- | ----------------------------------------------------- | ----------------------------------------------------- | ----------------------------------------------------- |
| 1.                                                    | 5. јун 2021.                                          | Пријатељска утакмица                                  | Кућа фудбала, Стара Пазова                            | Србија                                                | 1 : 0                                                 | Румунија                                              |                                                       | [ 44 ]                                                |                                                       |
| 2.                                                    | 7. јун 2021.                                          | Пријатељска утакмица                                  | Кућа фудбала, Стара Пазова                            | Србија                                                | 1 : 0                                                 | Румунија                                              |                                                       | [ 45 ]                                                |                                                       |
| 3.                                                    | 3. септембар 2021.                                    | Меморијални турнир „Стеван Вилотић Ћеле”              | Градски стадион, Суботица                             | Србија                                                | 2 : 1                                                 | Азербејџан                                            |                                                       | [ 46 ]                                                |                                                       |
| 4.                                                    | 5. септембар 2021.                                    | Меморијални турнир „Стеван Вилотић Ћеле”              | Стадион Милан Средановић, Кула                        | Србија                                                | 5 : 0                                                 | Црна Гора                                             |                                                       | [ 47 ]                                                |                                                       |
| 5.                                                    | 7. септембар 2021.                                    | Меморијални турнир „Стеван Вилотић Ћеле”              | Градски стадион, Суботица                             | Србија                                                | 1 : 0                                                 | Мађарска                                              | Гол                                                   | [ 23 ]                                                |                                                       |
| 6.                                                    | 8. октобар 2021.                                      | Пријатељска утакмица                                  | Кућа фудбала, Стара Пазова                            | Србија                                                | 0 : 3                                                 | Босна и Херцеговина                                   |                                                       | [ 48 ]                                                |                                                       |
| 7.                                                    | 10. октобар 2021.                                     | Пријатељска утакмица                                  | ТСЦ арена, Бачка Топола                               | Србија                                                | 4 : 0                                                 | Босна и Херцеговина                                   |                                                       | [ 49 ]                                                |                                                       |
| 8.                                                    | 10. новембар 2021.                                    | Квалификације за Европско првенство                   | Елбасан Арена, Елбасан                                | Северна Македонија                                    | 1 : 2                                                 | Србија                                                |                                                       | [ 50 ]                                                |                                                       |
| 9.                                                    | 16. новембар 2021.                                    | Квалификације за Европско првенство                   | Егнатиа, Рогозине                                     | Србија                                                | 1 : 2                                                 | Француска                                             |                                                       | [ 51 ]                                                |                                                       |
| 10.                                                   | 9. март 2022.                                         | Пријатељска утакмица                                  | Кућа фудбала, Стара Пазова                            | Србија                                                | 3 : 0                                                 | Хрватска                                              | Гол                                                   | [ 24 ]                                                |                                                       |
| 11.                                                   | 22. септембар 2022.                                   | Меморијални турнир „Стеван Вилотић Ћеле”              | Градски стадион, Суботица                             | Србија                                                | 3 : 1                                                 | Финска                                                |                                                       | [ 52 ]                                                |                                                       |
| 12.                                                   | 24. септембар 2022.                                   | Меморијални турнир „Стеван Вилотић Ћеле”              | Стадион Милан Средановић, Кула                        | Србија                                                | 0 : 3                                                 | Португалија                                           |                                                       | [ 53 ]                                                |                                                       |
| 13.                                                   | 26. септембар 2022.                                   | Меморијални турнир „Стеван Вилотић Ћеле”              | Градски стадион, Суботица                             | Србија                                                | 3 : 1                                                 | Француска                                             |                                                       | [ 54 ]                                                |                                                       |
| 13                                                    | Укупан број утакмица и постигнутих погодака           | Укупан број утакмица и постигнутих погодака           | Укупан број утакмица и постигнутих погодака           | Укупан број утакмица и постигнутих погодака           | Укупан број утакмица и постигнутих погодака           | Укупан број утакмица и постигнутих погодака           | Укупан број утакмица и постигнутих погодака           | 2                                                     |                                                       |

| Репрезентација Србије у узрасту до 21 године старости | Репрезентација Србије у узрасту до 21 године старости                    | Репрезентација Србије у узрасту до 21 године старости                    | Репрезентација Србије у узрасту до 21 године старости                    | Репрезентација Србије у узрасту до 21 године старости                    | Репрезентација Србије у узрасту до 21 године старости                    | Репрезентација Србије у узрасту до 21 године старости                    | Репрезентација Србије у узрасту до 21 године старости | Репрезентација Србије у узрасту до 21 године старости | Репрезентација Србије у узрасту до 21 године старости |
| #                                                     | Датум                                                                    | Такмичење                                                                | Локација                                                                 | Домаћин                                                                  | Резултат                                                                 | Гост                                                                     | Мин.                                                  | Гол                                                   | Реф.                                                  |
| ----------------------------------------------------- | ------------------------------------------------------------------------ | ------------------------------------------------------------------------ | ------------------------------------------------------------------------ | ------------------------------------------------------------------------ | ------------------------------------------------------------------------ | ------------------------------------------------------------------------ | ----------------------------------------------------- | ----------------------------------------------------- | ----------------------------------------------------- |
| 1.                                                    | 28. март 2023.                                                           | Пријатељска утакмица                                                     | Спортски центар, Марбеља                                                 | Сједињене Америчке Државе                                                | 0 : 0                                                                    | Србија                                                                   |                                                       | [ 27 ]                                                |                                                       |
| 2.                                                    | 18. новембар 2023.                                                       | Квалификације за Европско првенство                                      | ТСЦ арена, Бачка Топола                                                  | Србија                                                                   | 0 : 3                                                                    | Енглеска                                                                 |                                                       | [ 29 ]                                                |                                                       |
| 2                                                     | Укупан број утакмица, постигнутих погодака и минута проведених на терену | Укупан број утакмица, постигнутих погодака и минута проведених на терену | Укупан број утакмица, постигнутих погодака и минута проведених на терену | Укупан број утакмица, постигнутих погодака и минута проведених на терену | Укупан број утакмица, постигнутих погодака и минута проведених на терену | Укупан број утакмица, постигнутих погодака и минута проведених на терену | 0                                                     |                                                       |                                                       |